# Cleora serena
Cleora serena är en fjärilsart som beskrevs av Fletcher 1967. Cleora serena ingår i släktet Cleora och familjen mätare. Inga underarter finns listade i Catalogue of Life.